# 荷蘭角港

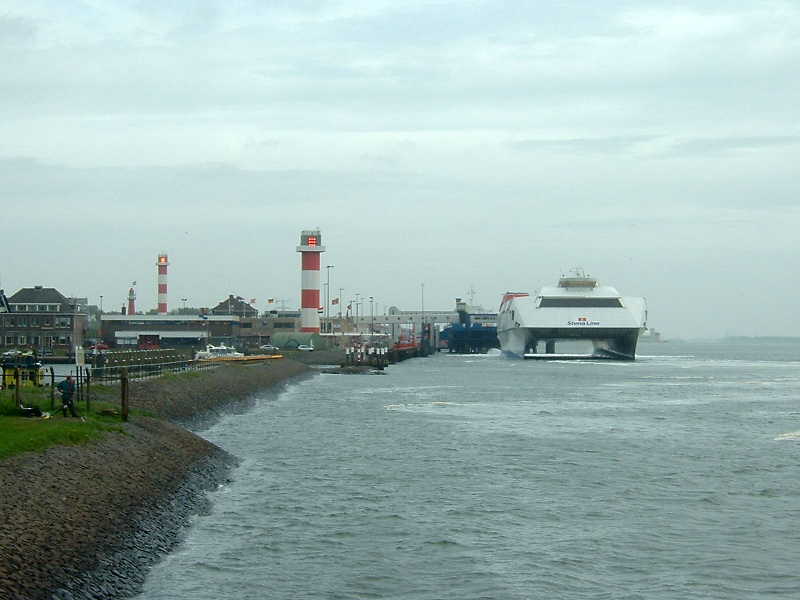
新航道運河上的渡輪

荷蘭角港（荷蘭語：Hoek van Holland，發音：[ˈɦuk fɑn ˈɦɔlɑnt] ⓘ，意為「荷蘭之角」）為荷蘭西部城鎮，也是鹿特丹的一個分區，面積約18.53平方公里（其中14.19平方公里為陸地），2023年1月1日人口為9,400人。荷蘭角港瀕臨北海，位於新航道運河北岸。

## 外部連結
- Hook of Holland VVV (tourist information) site （页面存档备份，存于）
- Harwich - Hoek ferry service （页面存档备份，存于）
- DFDS Seaways - Newcastle to Hook of Holland Ferry Crossing